# اداره پلیس کلان‌شهر توکیو
اداره پلیس کلان‌شهر توکیو (به ژاپنی: 警視庁, Keishichō)، (TMPD) پلیس توکیو، ژاپن است. این اداره در سال ۱۸۷۴ تأسیس شد، بزرگ‌ترین نیروی پلیس ژاپن از نظر تعداد افسران است، با کارکنانی متشکل از بیش از ۴۰۰۰۰ افسر پلیس و بیش از ۲۸۰۰ پرسنل غیرنظامی.
اداره پلیس کلان‌شهر توکیو توسط یک ناظر کل، که توسط کمیسیون ملی ایمنی عمومی (ژاپن) منصوب شده و توسط نخست‌وزیر ژاپن رهبری می‌شود. مدیریت ۱۰ بخش و ۱۰۲ ایستگاه پلیس در سراسر کلانشهر را برعهده دارد.
مقر اداره پلیس کلان‌شهر توکیو در کاسومیگاسکی، چیودا-کو، توکیو، توکیو واقع شده‌است. این بنا که در سال ۱۹۸۰ ساخته شد، ۱۸ طبقه ارتفاع دارد و یک ساختمان بزرگ گوه ای شکل با یک برج استوانه ای است. ساختمان HQ در مقابل دروازه ساکورادا قرار دارد، بنابراین به صورت کنایه «دروازه ساکورادا» نیز نامیده می‌شود.